# 紗々原ゆり
紗々原 ゆり（ささはら ゆり、1992年8月15日 - ）は、日本のAV女優。プライムエージェンシー→GG所属。

## 略歴・人物
東京都出身。2016年4月、現役声優の触れ込みでアイデアポケット専属女優としてAVデビュー。
2022年12月1日、DMM GAMES「クリムゾン妖魔大戦 新キャラクター声優公開オーディション」にエントリー。
2024年4月8日週FANZA動画フロアランキングにて、2023年1月発売の出演作『【福袋】【人気シリーズ厳選！】母の親友 まるごと15タイトル1534分』（VENUS）が急上昇し、2位にランクイン。
2024年7月1日週FANZA動画フロアランキングにて、出演した『【福袋】山と空の野外露出！超人気あの話題作も！！20タイトル53時間オール収録！』（山と空）が3位に浮上した。
趣味は絵を描くこと。

## 出演作品

### アダルトDVD
- FIRST IMPRESSION 95 2年ぶりのセックスで初イキ披露!現役美人声優まさかのAVデビュー!（4月1日、アイデアポケット）
- 現役声優のめちゃキャワなりきりコスプレイヤー レアコス衣装を着たままSEX&人生初顔射!（5月1日、アイデアポケット）
- 激ピストン! 大絶頂!大潮噴き! 超感度! ベロキスしただけで全身紅潮ビクンビクン!乳首ビンビン! 天然マン汁と恥潮が止め処なく溢れ出す!（6月1日、アイデアポケット）
- 断り切れずにヤラせちゃう紗々原ゆり 本人 わたし… 押しに弱いんです（7月1日、アイデアポケット）
- 性欲旺盛!週6オナニー!さわやかドスケベ紗々原ゆりが14日間のハメ禁オナ禁を解禁して挑む理性が吹き飛ぶ愛のない発情ケダモノSEX（8月1日、アイデアポケット）
- LOVE SEMEN ザーメンに愛を感じるから全部お顔で受け止めたいんです!（9月1日、アイデアポケット）
- ゴージャスオナニーサポート 臨場感200％!現役声優「紗々原ゆり」のいやらしい生音がアナタのチ○ポに直撃! バイノーラル録音ver（10月1日、アイデアポケット）
- 【個人撮影】 スキモノ美人女教師ゆりと生徒のヌケるハメ撮り流出動画! 教え子のチ○ポで何度もマジイキするほど陶酔するプライベートセックス 【高画質】（11月7日、アイデアポケット）
- 敏感ボディを加速させるノンストップ連続絶頂（12月13日、PREMIUM）
- NTR慰安旅行 -酔わされた妻のSEXビデオ-（12月30日、DOC）

- 最高の愛人と、最高の中出し性交。8（1月13日、プレステージ）※「ゆり」名義
- 素人妻出演ガチ交渉 あなたの奥さん買い取ります 質屋妻 Vol.1（1月19日、SODクリエイト）※「香織」名義
- 仰け反るまでジュル舐め! 神フェラ 3（1月25日、痴女ヘブン）
- 偶然の密室 団地妻と隣人（2月1日、マドンナ）
- 相席居酒屋でナンパした仲良し2人組をお持ち帰り。 コソコソHしていると隣の部屋にいるガードの堅い女友達はヤラせてくれるか 【其の13】（2月7日、変態紳士倶楽部）※オムニバス作品
- お金を出すので同じ職場の人妻さんとエッチなことをしてもらえませんか? 気まずさ満載ガチ不倫SEX（3月10日、ブリット）
- 超絶テクで射精無制限! 淫らな痴女が絡みつく中出し逆3Pクラブ 紗々原ゆり 通野未帆（3月13日、Fitch）
- 密着リアルドキュメント 街一番の激カワ素人を狙え! 凄腕ナンパ師たちがガチンコ 美少女限定ナンパ合戦! 口説き落としてラブホで即ハメッ! 一体誰がピカ一スケベ女をゲットできるんだよスペシャル（4月13日、ナンパJAPAN）※オムニバス作品、「みさき」名義、他5名出演
- 会社の手違いで出張先のホテルが相部屋になった職場の同僚を本気(マジ)口説き盗撮 8（4月1日、変態紳士倶楽部）※オムニバス作品、「野村」名義
- 肌が綺麗な人ってSEX上手って本当ですか?（4月13日、S-Cute）※オムニバス作品、他5名出演
- カップル限定ナンパ! 彼氏の前でカノジョを寝取ってたっぷり本物中出し（4月13日、ナンパJAPAN）※オムニバス作品、「さやか」名義
- 新卒採用で入社した優しいデカ尻姉の黒パンスト姿に理性崩壊! 弟は勃起が止まらずまさかのストッキング越しの強制素股! 欲求不満な姉は敏感過ぎてパンツから漏れるほど愛液ジワリ! 子宮奥に突き刺さる激ピストンで何度も絶頂!（4月14日、V&R PRODUCE）※オムニバス作品
- マジックミラー号 35歳以上人妻限定! 欲求不満な団地妻10人が激イキ体験で愛液だだ漏れ大量潮吹き! さらに湧き上がる性欲を抑えきれない不埒な人妻のみだらな6本番収録! in世田谷（5月3日、SODクリエイト）※オムニバス作品、「まり」名義
- 洗脳パペットと制服バンビーナ。 02（5月5日、TODOManic）
- 変態覚醒（5月7日、山と空）
- センズリ鑑賞会 27 恥じらい素人娘に見せつけちゃいました（5月10日、ホットエンターテイメント）※オムニバス作品
- 体験入店中のセクキャバ嬢に「これ以上無理!」と拒まれても飲ませてセクハラし続けたところ…（5月12日、ゲッツ!!）※オムニバス作品
- 新入生を酔い潰すため爆飲み強制。潮吹き失禁姿を晒させ、即ハメ!!一部始終を無断発売w（5月12日、ゲッツ!!）※オムニバス作品
- 引越しの手伝いにやってきた姉のハミ尻ホットパンツに欲情! 食い込むデカ尻を目の前にした弟は興奮し過ぎて思わずバック挿入! 激しいピストンで尻肉波打たせながら何度も絶頂!（5月12日、V&R PRODUCE）※オムニバス作品
- 人妻交姦スワッピング性交 02 紗々原ゆり 宮本紗希（5月19日、MAD）
- 媚薬で発情!! 撮影中ロケバスでガンギマリセックス!（5月19日、DOC）
- 完全盗撮リアルドキュメント プライベートデートセックス（5月19日、TEPPAN）
- 1vs1 ノーカット初撮り S級素人 1発勝負SEX VOL.002（5月26日、S級素人）※オムニバス作品
- ダメダメ、イクイク! パンストOL妻の尻に擦りつける。 僕のモノだと思っていたのに実は同僚にもやられて恋に落ちて、僕は蚊帳の外だった話。（6月1日、ヒビノ）
- 人妻の浮気心（6月1日、エマニエル）
- 就職活動女子大生 人事部流出 枕営業面接動画 File.001（6月2日、Re:Search）※オムニバス作品
- 続・マジックミラー号 ミラー号から降りてきた素人女性をま●こが乾く前にスタッフが再ナンパ!自宅に連れ込みSEXした盗撮映像 人妻編（6月15日、SODクリエイト）※オムニバス作品、「まり」名義
- 女の子だってエッチしたいんだもん（7月1日、S-Cute）※オムニバス作品
- 淫語女子アナ 11 チ○ポマ○コをカメラ目線で連呼する超真面目なニュース番組 TVの前のユーザー皆様に究極のオナニーを約束します! 綺麗でエロさ満点クッソ抜ける女子穴SP（7月6日、ROCKET）
- 愛人S級素人 VOL.003 会員制高級デートクラブ ゆりちゃん23歳 新人声優（7月14日、S級素人）※「ゆり」名義
- 娘と家庭教師の女を媚薬発情させ近親&レズ3PでW中出しセックス 2（7月21日、DOC）※オムニバス作品
- プラチナ級 素人清楚妻による一生思い出に残り続ける優しい童貞筆おろし 3（7月28日、S級素人）※オムニバス作品
- 突然押しかけてきた嫁の姉さんに抜かれっぱなしの1泊2日（11月13日、VENUS）

- 同人漫画を描くのを手伝ってくれる彼女がエロくて可愛いので皆さんに紹介します ゆり（1月13日、素人日記/妄想族）
- 膣奥が好きです…。何度も何度も突かれて中イキ連続絶頂する看護師（1月25日、AKNR）
- M男遊戯 紗々原ゆりのプライベート射精レッスン 女教師編（2月8日、AKNR）
- アブノーマルディスティニー　～首絞め女子の儚い運命～ 紗々原ゆり 今井まい（3月15日、トラウマアート）
- 粘ピス義母痴漢 夫の連れ子に粘着質なスローピストンで深突きされて声を出せずに完堕ちした私（4月1日、VENUS）
- アイクィットキャラクターマッチ～存在価値の無い女性の魂の闘い～ 紗々原ゆり 今井まい （4月11日、トラウマアート）
- 【極限寸止め】 研究所勤務の女の子が寸止めされまくって痙攣しながらガチイキ 2（5月10日、AKNR）
- 催眠女子会 2  こんなハズじゃなかった独身サヨナラパーティー 紗々原ゆり 今井まい （6月13日、トラウマアート）
- 冷凍ヒロインセーラーピンクゆり ～サイテーヒロイン悪夢の凍結～（8月8日、トラウマアート）
- 黒人英会話NTR（9月1日、ワンズファクトリー）
- 最高の愛人と、昼顔レズビアン性交。 まなみ（29）とゆり（28）編（10月7日、ビビアン）
- 女医in… (脅迫スイートルーム)（11月2日、ドリームチケット）
- 羞恥 ある日突然男女社員混合 強制OL健康診断2018 スペシャル（12月6日、サディスティックヴィレッジ）

- ドリシャッ!!（1月4日、ワープエンタテインメント）
- やっぱり露出が好き。紗々原ゆり4時間（2月19日、山と空）※女優ベスト
- 洗脳ドリル ～ふたなり肉体改造化された正義の味方、女弁護士が女性被害者とレズ洗脳プレイ～ あおいれな 紗々原ゆり（2月21日、SODクリエイト）
- 黒人のお客様も大満足!スーツ姿の女性従業員のフェラごっくんが人気のお店 紳士服のふぇらやま ニューヨーク支店 Vol.3 紗々原ゆり山井すず 七海ゆあ（3月21日、SODクリエイト）
- 全裸婚活パーティー 加藤あやの 井上綾子 卯水咲流 紗々原ゆり（7月25日、SODクリエイト）
- 定年退職してヒマになったドスケベ義父の嫁いぢり（8月19日、VENUS）
- 濃厚ベロチューしながらスローオイル手こきでち○ぽ焦らされ続ける。その3（8月25日、アロマ企画）※オムニバス作品
- 出張先でエリート上司と相部屋 絶倫の部下に何度もイカされメス化する女上司（9月12日、AKNR）
- 文学系の母親が息子の友達を抵抗できないように拘束して中出しさせるじわじわねっちょり淫語たっぷりセックス（9月13日、VENUS）
- 友人の姉は美人でしかも医者! 自宅での無防備な姿にギャップ萌え エロすぎるカラダに超勃起して… こんな不良女医で童貞を捨てちゃった!（9月13日、Z-MEN）※オムニバス作品
- SHASEIDO 精液・唾液オイル配合 ぶっかけ美容スキンケア（10月10日、SODクリエイト）※オムニバス作品
- 人妻肉欲家政婦 エロ小説家に妻を好き放題弄ばれ中出しペットに調教されました（10月13日、アクアモール/HERO）
- 女上司にイビられ唇奪われ唾液飲まされ続けながら可愛い部下に乳首弄りと慰めフェラされ続ける（11月13日、アロマ企画）※オムニバス作品
- 『先っちょだけでいいから入れさせてください!』 おマ○コの入り口でチ○ポ挿入を焦らし続けるいぢわるお姉さま（11月25日、アロマ企画）※オムニバス作品
- 不妊治療に訪れた個人診療所で妻が変態治療を施され中出しをせがむ淫乱女になってしまいました…。（12月13日、アクアモール/HERO）
- 女体拷問研究所 III JUDAS FINAL STAGE Story-1 悪魔の闇に堕ちゆく妖艶の月 烈火の女、哀しき秘宮の崩壊（12月25日、BabyEntertainment）

- スリップの人妻（1月1日、プラネットプラス/クローズ）
- ザ・寝取らせ 他人と濃厚に抱き合っていた妻・オムニバス（1月25日、ながえSTYLE）※オムニバス作品
- 濃厚接吻SEXシリーズ・エピソード1 紗々原ゆり～妻を妊娠させる為に自分の上司に種づけさせた～（2月1日、ながえスタイル）
- 隣の美人妻 泥酔し部屋を間違え「ただいま～!」（3月1日、プラネットプラス/七狗留）
- 親友レズビアン ～ずっと好きだった、これからも…ずっと～ 星空もあ 紗々原ゆり（3月1日、U&K）
- 年下の青年に膣圧が高まる恥辱ポーズを強制され突然のデカチン即ハメで即イキした脚抱え妻の子宮に何度も中出し（3月1日、LUNATICS）※オムニバス作品
- クールなお姉さまは乳首舐めと内腿マッサージで極限までち○ぽを放置する（3月13日、アロマ企画）※オムニバス作品
- レズデリヘル2020 ～今すぐ遊べるHなお嬢さんはこちら!～（3月13日、U&K）※オムニバス作品
- 濃厚フェラしてくれている女の子の緩んだ股間の奥に見えるパンチラで異様に興奮します!（3月25日、アロマ企画）※オムニバス作品
- ワンポーズでずっと見せるオナニーしやすいエッチなマングリ尻のアナル（3月25日、アロマ企画）※オムニバス作品
- 極薄パンティ越しおマ○コ触診ドクターの診察日記 2（4月13日、アロマ企画）※オムニバス作品
- エロ尻アナル四つん這いオナニー（4月13日、アロマ企画）※オムニバス作品
- 新・償い 3（5月13日、ながえSTYLE）
- レズビアンに囚われた女潜入捜査官Special ～闇の金融取引と謎の失踪事件を追え!～ 永井マリア 深田えいみ 紗々原ゆり（7月7日、ビビアン）
- どんな女でも絶対にイカせる玩具で何度もガチイキするアヘ顔晒しオナニー（7月9日、グローリークエスト）※オムニバス作品
- 東京不倫物語 あなた行ってらっしゃい、私もイって来ます…（8月1日、人妻橋ワタル。/エマニエル）
- 母親を自分のものにするために貞操帯をつけ無理矢理禁欲させる息子（8月7日、VENUS）
- キスだけで濡れる敏感妻の【愛液ダダ漏れ汗だく密着性交】～夫に罪悪感を感じながら不倫相手と唾液を絡め合う…接吻、接吻、接吻を繰り返す最後のSEX禁断の48時間～（8月28日、人妻花園劇場）
- セックスレス若妻とシングルマザーのレズ不倫 紗々原ゆり 武藤あやか（9月1日、U&K）
- 本番禁止のデリヘルでヌルッと生挿入する悪質客の実態 3（9月3日、グローリークエスト）※オムニバス作品
- 母の親友（9月7日、VENUS）
- 夫に先立たれ疼く躰に抑えきれない男達の欲望・薄桃色に染まる未亡人の肉秘惰（9月10日、ヒビノ）※オムニバス作品
- 事件に巻き込まれた夫婦 まさか妻が性欲の的にされてしまうなんて…（9月13日、ながえSTYLE）※オムニバス作品
- 変態ヤリマン輪姦肉便器（9月25日、AVS collector’s）
- 肉棒乾杯 ドスケベママがいるハプニングスナック セクス獣 紗々原ゆりの店（10月12日、MERCURY）
- 狂気拷問研究所 The queen is goes crazy of pleasure 女王様蹂躙悶絶阿鼻地獄（10月25日、AVS collector’s）
- 浮気がバレた絶倫ヤリチン夫を説教しにきた嫁の親友（11月1日、VENUS）
- 勃起したままの男を一切動かさないS字尻振り騎乗位介助で骨抜きにする美尻ナース VOL.4（11月12日、DANDY）※オムニバス作品
- S級熟女コンプリートファイル 紗々原ゆり 6時間（12月1日、VENUS）※女優ベスト
- レズ回春エステサロン 2 ～ペニバンエステコースで連続アクメ～（12月1日、U&K）※オムニバス作品
- 淫語女王様の射精管理 紗々原ゆり 美波沙耶（12月10日、ROCKET）
- 同棲中の彼女が旅行で留守の3日間、美人過ぎるパートの奥さんとバイトの休憩中に時短セックスしまくった。3（12月11日、Z-MEN）※オムニバス作品
- パンティ顔騎やおっぱい窒息されながらの乳首責めでチ○ポを放置されても射精する男たち（12月13日、アロマ企画）※オムニバス作品
- 唾液エンドレスのじゅるじゅる乳首舐め×トルネード寸止めオイル手コキ（12月19日、アロマ企画）※オムニバス作品

- モデルをやってる友達の激カワ美人姉のポージングを見た僕は興奮して即ズボ!からの中出し! 嫌がりつつも徐々にSEXの快感に堕ちてしまったモデル姉は自ら腰を振ってイキまくるので更に追撃連続中出し!!（1月1日、DOC）※オムニバス作品
- 教え子にバイブをパンスト固定され必死にイキそうになるのを我慢していたが媚薬と追撃ピストンで自分から腰を振り始める完堕ち女教師 2（1月15日、Z-MEN）※オムニバス作品
- もったいないからザーメン全部舐めとってごっくんしちゃう! 節約ママのティッシュ性活（1月21日、グローリークエスト）
- あなた、許して…。 思い出迷子 4（2月7日、アタッカーズ）
- 自宅のリフォーム工事…だがそこで内装業者様のデカチンでめりめり開通工事されめろめろにされた妻（2月7日、JET映像）
- サバゲー女子×腿こき（2月19日、アロマ企画）※オムニバス作品
- 妊活中にレ●プされた人妻は身籠った時に何を願うのか…（3月7日、アタッカーズ）
- ミニスカとニーハイとチラリズム 究極の絶対領域パンチラコレクション（3月13日、アロマ企画）※オムニバス作品
- むちむちの太腿で両手をロックされ乳首弄られ続けながら亀頭ふやけるまでち○ぽしゃぶられ続ける3P拷問性感（3月19日、アロマ企画）※オムニバス作品
- 出張先のビジネスホテルでずっと憧れていた女上司とまさかまさかの相部屋宿泊（3月25日、マドンナ）
- セクハラ専用秘書の射精業務報告・ぶっかけ! OLスーツ倶楽部 20（4月7日、下半身タイガース）
- 恋人代行レズビアン ～レンタル彼女といやというほどレズ交尾してみませんか～ 紗々原ゆり 有村のぞみ（4月13日、U&K）
- 厳選女優 紗々原ゆり ベスト（4月25日、ながえSTYLE）※女優ベスト
- 女教師レズビアン雌奴隷 ～悪魔のような微笑み逆襲調教～ 紗々原ゆり 宮沢ちはる（5月7日、ビビアン）
- この女達 ｢M女｣ ! 3人が奏でるレズビアンM女の断末魔! ドMだからわかる痛みのその先にある非日常の快楽! 塩見彩 紗々原ゆり 渡辺まお（6月13日、セレブの友）
- 夫の連れ子と不埒な契り（7月1日、プラネットプラス/七狗留）
- 切り裂きレイプ ハサミ男に狙われたフィアンセ（7月7日、アタッカーズ）
- フェラ友ごっくん不倫デート（7月7日、山と空/妄想族）
- ドM3姉妹が堕ちる快楽淫乱地獄への招待状! 入るのは簡単でも一度入ったら出られない快楽地獄への罠! 塩見彩 紗々原ゆり 渡辺まお（7月13日、セレブの友）
- 私をレイプした大嫌いな年上の部下にもう一度抱いて欲しいと告白した訳（8月7日、アタッカーズ）
- 上司と部下の妻15 ～尊敬していた上司に妻を寝取られた～（8月25日、ながえSTYLE）
- 不倫ディスタンス 夫の部下に家中のあちらこちらで犯されSEX漬け性奴調教された清楚妻は、自ら愛人宅へ行き、腰を振りまくって不貞妻に完堕ち（8月25日、AVS collector’s）
- 性欲旺盛な弟の嫁に誘惑されて…。（9月21日、KSB企画/エマニエル）
- THEドキュメント 本能丸出しでする絶頂SEX 快楽願望美人妻に限界突破の激速ピストン中出し乱交（9月21日、美人魔女/エマニエル）
- 上京した息子と月に1度の遠距離相姦 今月もまた私はあの子に抱かれに行く―。（10月12日、VENUS）
- 哀しみの喪服奴隷（11月2日、アタッカーズ）
- 淫語女子アナ 27 あざとエロい女子穴 紗々原ゆりSP（11月11日、ROCKET）
- 甘え上手な人妻がラブラブご奉仕 恋人気分で中出しソープ（11月16日、VENUS）
- お隣同士の白昼不倫レズビアン 紗々原ゆり 竹内夏希（11月16日、U&K）
- 家族のためにいいなりになった人妻家政婦（11月16日、アクアモール/エマニエル）※オムニバス作品
- おしゃぶり予備校 80 紗々原ゆり（12月1日、FS.KnightsVisual）
- 壁! 机! 椅子! から飛び出る生チ○ポが人気の放送局『（株）しゃぶりながらテレビ』…たまにハメながら!!（12月9日、SODクリエイト）※オムニバス作品
- 不妊に悩む人妻マ○コへ「どうせ妊娠しないから」と無許可でナマ中出しする悪徳変態医師（12月21日、アクアモール/エマニエル）※オムニバス作品

- 人妻秘書と過ごす2泊3日のレンタルオフィス セクハラ→ぶっかけ→種付け→枕営業までの全記録 ～レンタル妻・ゆり～（1月4日、下半身タイガース）
- 若妻中出し姦 墜ちた男達の逆恨みにセレブ妻の穴は突っ込まれ中出しされた 紗々原ゆり（1月13日、ヒビノ）
- お色気P●A会長＆悩殺女教師と悪ガキ生徒会 紗々原ゆり 七瀬いおり（2月1日、グローリークエスト）
- 乳首舐めベロちゅう手コキ 2（2月15日、グローリークエスト）※オムニバス作品
- キャリアウーマンの湿ったパンスト 紗々原ゆり（3月1日、アタッカーズ）
- まさか、乳首で… 潮吹くつもり? 葉月美音 紗々原ゆり（3月4日、ワープエンタテインメント）
- 原作 団鬼六  白昼夢  紗々原ゆり 永瀬ゆい 工藤あかね（4月5日、アタッカーズ）
- AV女優の恥ずかしい局部アップ 裸のコレクション（4月12日、MERCURY）※オムニバス作品
- 「おち○ちん舐めてあげるから代引き払わなくてもいい?」『それともセックス?』自宅に訪れた配達員を全く帰さないという噂の女性専用シェアハウス（4月26日、Hunter）共演：伊南えりか、宮崎リン、宇流木さら、三浦かなみ
- 取引先の美人秘書を監禁媚薬漬けキメセク調教 紗々原ゆり（5月3日、アタッカーズ）
- 借金夫婦‥ 妻がダッチワイフにされました。3 ～朝から晩まで男たちに輪姦された妻～（5月24日、ながえスタイル）
- S級熟女コンプリートファイル 紗々原ゆり 6時間 其之弐（6月21日、VENUS）※ 単体ベスト
- 俺専用パンチラドール（7月14日、フェチ眼）
- 夫のために他人と抱き合い本気になってしまった妻たち（9月13日、ながえスタイル）
- 濡れてテカってピッタリ密着 神競泳水着 ロリ可愛い女子の競泳水着姿をじっとりと堪能！着替え盗撮から始まり貧乳から巨乳にパイパン、ハミ毛、ジョリワキ等のフェチ接写やローションソーププレイや競泳水着ぶっかけ等を完全着衣で楽しむAV（11月10日、親父の個撮）
- まるっと! 紗々原ゆり（11月20日、プラネットプラス）※ 『スリップの人妻』『隣の美人妻 泥酔し部屋を間違え「ただいま～!」』の2作を完全収録
- 媚薬を飲んで感度100倍 母と息子が狂ったように求めあう濃厚中出しセックス（12月20日、VENUS）
- 思わず引っ叩きたくなるデカ尻ドＭちゃん「こんな恥ずかしいのに…」野外エロ尻露出で羞恥アクメに抗えずアヘイキで美顔完全崩壊。（12月20日、山と空/妄想族）

- 美熟女ヌード観察50人（1月24日、ケイ・エム・プロデュース）※オムニバス作品
- 借金で躰を差し出す薄幸三十路姉妹 姉妹どんぶり快楽穴くらべ（1月26日、ヒビノ）共演：北川真由香
- 全裸の監督になりたい僕 ママをモデルに撮影したらノリノリになっちゃって…（2月7日、ディープス）
- 1カ月禁欲したどエロいベテラン女優二人を密室に閉じ込める。(2月14日、ビビアン）共演：川上ゆう
- 玄関開けたら5秒で不倫（4月20日、YONAKA）
- 今から妻を献上します… 初めて浮気をして帰ってきます…（4月25日、タカラ映像）
- 禁じられた背徳姦8 若過ぎた義理の母（5月2日、アタッカーズ）
- 紗々原ゆりTHE下半身タイガースBEST8時間（5月2日、下半身タイガース/妄想族）※ 単体ベスト
- 素股露出 スカートの中で性器同士を擦って焦らして挿入したら即絶頂（5月11日、SUN）※ 「ゆりさん＜28歳＞」名義
- 抱きたい元嫁（5月23日、タカラ映像）
- 夫には言えない…義理の息子と私だけの絶対秘密！必要以上に距離を縮めてしまった、2泊3日の温泉旅行。（5月23日、セレブの友）
- 紗々原ゆり2枚組ハイパーベスト7時間49分（6月27日、セレブの友）※ 単体ベスト
- 憧れの女上司と（6月27日、タカラ映像）
- 娘の前で雌犬のように激しく突かれて（7月4日、アタッカーズ）共演：芹沢ひな
- レンタルち○ぽ!? 何でも屋を呼んでエロ行為を強要し楽しむ性豪女!!（7月5日、プラネットプラス）
- 投稿実話 妻がまわされた 23 ～チンピラたちに弄ばれた肉体～ （8月22日、ながえスタイル）
- 実写版 美人教師は羞恥の虜（9月5日、FunCity/妄想族）
- ごぶさた妻に大人気! 隠れ家的エステの性感オイルマッサージ!（9月20日、プラネットプラス）
- おっさんラッキー（10月10日、タカラ映像）
- 母娘緊縛 親子丼調教（10月24日予定、グローリークエスト）
- 性感帯をお留守にさせてくれないお姉さんたち（10月24日予定、ケイ・エム・プロデュース）※オムニバス作品
- 僕たちの露出魔先生 「先生ほんとは露出狂の変態なのよ もう我慢できないの…」真面目な女教師が絶対アウトな校内露出に夢中なのを目撃した僕は…（11月3日予定、ゲッツ!!）他出演：妃ひかり、小松杏、都月るいさ
- 自慢の美人妻は父親のおしゃぶり愛人でした…。僕にはしてくれない絶品フェラで朝から晩まで中年精子を家庭内不倫ごっくんするデカ尻精飲嫁（11月7日予定、ルナティックス）

- 精子好き女子のエロ活フェラ抜きマッチング 3（11月5日、マックス・エー）

### VR
2018年
- 濃密なW不倫を願う美人妻。「繰り返し何度もイカせて…」 昼も夜も旦那以外の男を家に上げ不貞を繰り返す（2月16日、KMPVR）
- VR長尺「いっぱい射精してくださいね…」 激務で性欲溜まりきった白パンスト穿いたデカ尻看護師4名が脚コキ/フェラ/尻コキご奉仕! 嫁に内緒で不妊治療の検査入院しただけなのにナース全員とSEXしてしまった!（12月20日、V&R PRODUCE） ※「VR-1グランプリ 2018」エントリー作品

2019年
- 接吻しまくり淫口よだれ女教師（2019/1月24日、ワープエンタテインメント）
- 挑発! パンチラ拷問（8月16日、アロマ企画）※オムニバス作品
- HQ 60fps 食い込みレオタードで鬼コーチのボクに特訓のおねだり! 中出しでも終わらない変態個人レッスン（11月20日、MAX-A）
- 女同士のガチ喧嘩 レズキャットファイトVR（11月29日、ビビアン）

2020年
- VR 目の前で愛する妻が上司に抱かれた ～夫の罪を肩代わりした妻～（2月29日、ながえSTYLE）
- 借金の肩代わりにされた妻（3月25日、爆脳VR）
- あなたの耳元で七色の萌えボイスでたっぷり囁く超密着イチャラブ濃厚SEX ～臨場感抜群・元声優が天使の声で大好き淫語の嵐・いやらしい生音が脳天直撃・囁き特化VR～（9月15日、エロタイムVR）

2023年
- 甘い誘惑で不貞行為の証拠を集める妻が雇ったヤリ手の離婚弁護士（4月16日、ケイ・エム・プロデュース）

### イメージDVD
- 初裸 virgin nude 88（2016年1月14日、REbecca）※「晴翔華」名義
- 紗々原ゆりはオレのカノジョ。（2016年7月25日、GARDEN）
- スイートマッサージルーム（2020年5月29日、オルスタックソフト販売）

## 書籍

### デジタル写真集
- 神熱 PHOTO BOOK 紗々原ゆり（2022年1月28日、プレステージ出版）